# Franco Bellocq
Franco Bellocq (General Levalle, Córdoba, Argentina, 15 de octubre de 1993) es un futbolista que juega como volante.

## Trayectoria
Se inició en las inferiores del Club Atlético Independiente al que llegó en 2007, luego de dar sus primeros pasos en el Club Atlético Estudiantes de general levalle de su ciudad natal.
En julio de 2013 hizo su primer pretemporada con el plantel de primera luego de sus destacadas actuaciones en La Piponeta (reserva).
En enero de 2014 firma su primer contrato profesional con el Club Atlético Independiente hasta junio de 2016.
Ese mismo mes debuta en el partido de verano frente a Newell's Old Boys, donde reemplazó a Reinaldo Alderete a los 20 minutos del segundo tiempo y demostró tranquilidad, presencia, marca y buena técnica, sin errar un solo pase.
Su debut en partidos oficiales y como titular llegaría el 26 de febrero de 2014 frente a Atlético Tucumán, en la vigesimoquinta fecha correspondiente a la Primera B Nacional 2013/14, . A partir de allí se consolida siendo una pieza clave en el ascenso.
Mantiene la titularidad con el equipo ya en Primera División, pese a competir con nuevos refuerzos de mayor trayectoria como Jesús Mendez que llegaron al igual que el nuevo técnico Jorge Almirón.
En enero de 2016 pasó a préstamo a Arsenal de Sarandí, en donde haría su primer gol frente a Quilmes. También marcó frente a Rosario Central, un penal que le daría la victoria al equipo y, además, sería un sentido homenaje a su padre. 
A mediados de 2017 llega a préstamo al Club Olimpo de la Primera División. Durante su primer mes no pudo jugar por un problema en su habilitación, luego de resolver este inconveniente fue titular en 16 partidos, y las últimas cuatro fechas se las perdió por una costilla fracturada. Esa misma temporada el equipo bahiense descendería a la Primera B Nacional, por lo que en mayo de 2018 rescinde su contrato para ayudar en la economía del club.
En julio de 2024, el futbolista se incorpora al Club Social de Deportes Rangers para competir la segunda ronda del torneo de Primera B de Chile.

## Clubes
| Club                     | País      | Año       | PJ | Goles |
| ------------------------ | --------- | --------- | -- | ----- |
| Independiente            | Argentina | 2014-2016 | 34 | 0     |
| Arsenal (Cedido)         | Argentina | 2016-2017 | 31 | 4     |
| Olimpo (Cedido)          | Argentina | 2017-2018 | 16 | 0     |
| Asteras Tripolis         | Grecia    | 2018-2021 | 47 | 0     |
| Taranto FC               | Italia    | 2021-2022 | 20 | 1     |
| Atlético Rafaela         | Argentina | 2022      | 13 | 0     |
| Alvarado                 | Argentina | 2023      | 28 | 0     |
| Tristán Suárez           | Argentina | 2024      | 18 | 0     |
| Rangers                  | Chile     | 2024      | 9  | 0     |
| Central Arg (La Carlota) | Argentina | 2025      |    |       |

Texto en cursiva

## Palmarés
| Ascenso                          | Club          | Sede     | Año     |
| -------------------------------- | ------------- | -------- | ------- |
| Campeonato de Primera B Nacional | Independiente | La Plata | 2013/14 |